# Anyphaena bivalva
Anyphaena bivalva är en spindelart som beskrevs av Zhang och Song 2004. Anyphaena bivalva ingår i släktet Anyphaena och familjen spökspindlar. Inga underarter finns listade i Catalogue of Life.